# Liste der Biografien/Bena
Liste der Biografien |
Portal Biografien |
Personensuche
# |
A |
B |
C |
D |
E |
F |
G |
H |
I |
J |
K |
L |
M |
N |
O |
P |
Q |
R |
S |
T |
U |
V |
W |
X |
Y |
Z |
?
 
Ba |
Be |
Bd |
Bg |
Bh |
Bi |
Bj |
Bl |
Bm |
Bn |
Bo |
Br |
Bs |
Bu |
Bw |
By |
Bz
 
Bea–Beb |
Bec |
Bed |
Bee |
Bef |
Beg |
Beh |
Bei |
Bej |
Bek |
Bel |
Bem |
Ben |
Beo |
Bep |
Beq |
Ber |
Bes |
Bet |
Beu |
Bev |
Bew |
Bex |
Bey |
Bez
 
Bena |
Benb |
Benc |
Bend |
Bene |
Benf |
Beng |
Benh |
Beni |
Benj |
Benk |
Benl |
Benm |
Benn |
Beno |
Benq |
Benr |
Bens |
Bent |
Benu |
Benv |
Benw |
Beny |
Benz
Die Liste der Biografien führt alle Personen auf, die in der deutschsprachigen Wikipedia einen Artikel haben. Dieses ist eine Teilliste mit 130 Einträgen von Personen, deren Namen mit den Buchstaben „Bena“ beginnt.

## Bena
- Bena, Stefan (1935–2012), jugoslawischer Fußballspieler und -trainer

### Benab
- Bénabar (* 1969), französischer Chansonnier
- Benabderrahmane, Aymen (* 1966), algerischer Politiker, Premierminister
- Benabib, Alan (* 1998), mexikanischer Eishockeyspieler
- Benabid, Alim Louis (* 1942), französischer Neurochirurg
- Bénabou, Marcel (* 1939), französischer Historiker und Schriftsteller, Mitglied von Oulipo

### Benac
- Benac, Alojz (1914–1992), jugoslawischer Archäologe und Historiker
- Benáček, Zdeněk, tschechoslowakischer Radrennfahrer
- Benacerraf, Baruj (1920–2011), venezolanisch-US-amerikanischer Mediziner, Nobelpreisträger für Medizin
- Benacerraf, Margot (1926–2024), französisch-venezolanische Filmregisseurin
- Benacerraf, Paul (1931–2025), amerikanischer Philosoph
- Benach, Xènia (* 2000), spanische Hürdenläuferin
- Benachour, Selim (* 1981), tunesischer Fußballspieler
- Benack, Benny III (* 1990), amerikanischer Jazzmusiker (Trompete, Gesang, Komposition)
- Benacka, Ladislav (* 1959), schweizerisch-tschechoslowakischer Eishockeyspieler
- Beňačková, Gabriela (* 1947), slowakische Opernsängerin
- Benacquista, Tonino (* 1961), französischer Schriftsteller

### Benad
- Benad, Gottfried (1932–2024), deutscher Mediziner
- Benad, Matthias (* 1951), deutscher evangelischer Theologe und Kirchenhistoriker
- Benad, Sandra (* 1973), deutsche Säbelfechterin
- Benad, Ursula, deutsche Handballspielerin
- Benad-Wagenhoff, Volker (* 1948), deutscher Technikhistoriker und Konservator
- Benada, Ľudovít (1899–1973), slowakischer kommunistischer Politiker
- Benade, Johann Friedrich (1743–1829), deutsch-sorbischer evangelischer Pfarrer und Pomologe
- Benade, Reginald, namibischer Diskuswerfer und paralympischer Athlet
- Benadmon, Mikhaël (* 1972), Schweizer Rabbiner
- Benado, Arik (* 1973), israelischer Fußballspieler

### Benag
- Benaglio, Diego (* 1983), Schweizer Fussballtorhüter

### Benai
- Benaïssa, Amira (* 1989), algerische Tennisspielerin
- Benaïssa, Bakir (* 1931), marokkanischer Marathonläufer
- Benaissa, Nadja (* 1982), deutsche Popsängerin, Mitglied der Band No AngelsNadja Benaissa (* 1982)

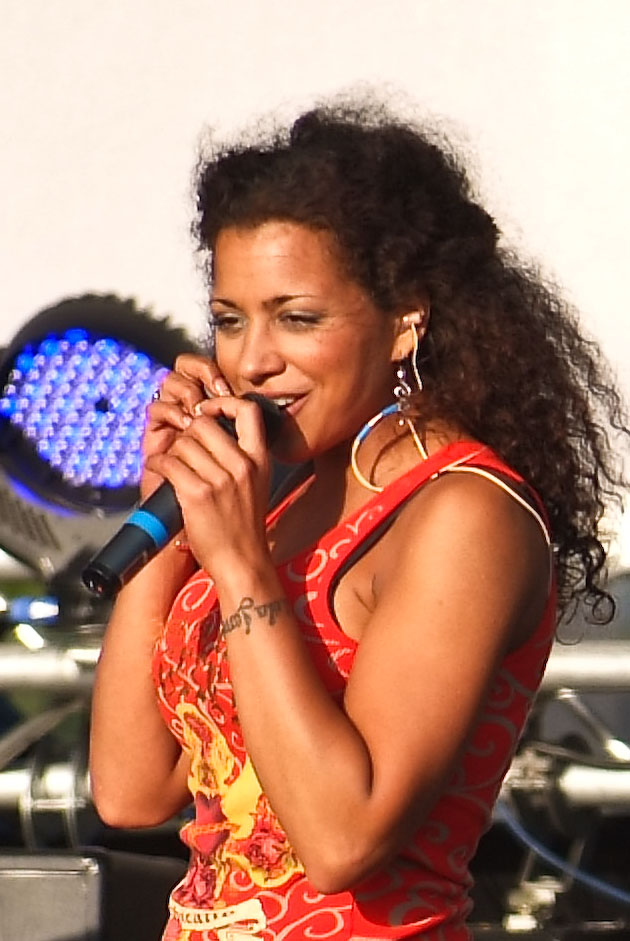
Nadja Benaissa (* 1982)

### Benak
- Benák, Jaroslav (* 1962), tschechischer Eishockeyspieler und -trainer
- Benak, Manja (* 1989), slowenische Fußballspielerin
- Benaki-Psarouda, Anna (* 1934), griechische Hochschulprofessorin und Politikerin

### Benal
- Benali, Abdelkader (* 1975), niederländischer Schriftsteller
- Benali, Francis (* 1968), englischer Fußballspieler
- Benallal, Nordin (* 1979), belgischer Krimineller
- Benalouane, Yohan (* 1987), französisch-tunesischer Fußballspieler

### Benam
- Benamar, Samir (* 1992), deutsch-marokkanischer Fußballspieler
- Benamar, Schena (* 1999), französische Tennisspielerin
- Benamara, Nora (* 1992), deutsch-französische Jazzmusikerin (Gesang, Komposition)
- Benameur, Karima (* 1989), französische Fußballspielerin
- Benamozegh, Elia (1823–1900), italienischer Rabbiner, Exeget und Kabbalist

### Benan
- Benante, Charlie (* 1962), amerikanischer SchlagzeugerCharlie Benante (* 1962)

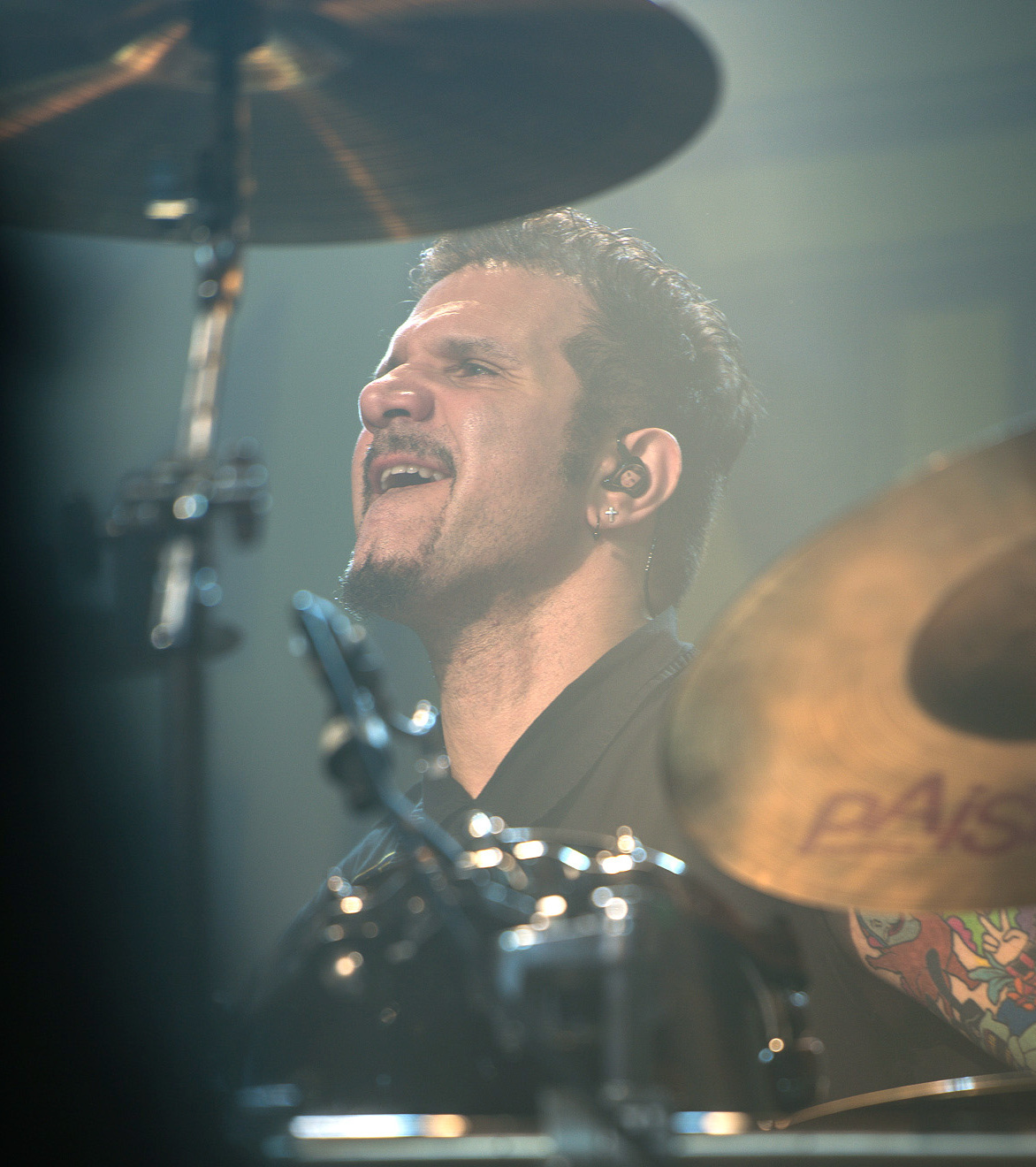
Charlie Benante (* 1962)

- Benanti, Laura (* 1979), US-amerikanische Schauspielerin

### Benao
- Benaouda, Meflah (1906–1965), algerisch-französischer Fußballspieler

### Benar
- Benarab-Attou, Malika (* 1963), französische Politikerin, MdEP
- Benarbia, Ali (* 1968), algerisch-französischer Fußballspieler
- Benárd, Ágost (1880–1968), ungarischer Arzt, Politiker und Minister für Volkswohlfahrt und Arbeitswesen
- Bénard, Catherine Éléonore (1740–1769), Mätresse des französischen Königs Ludwig XV.
- Benard, Cheryl (* 1953), US-amerikanisch-österreichische Sozialwissenschaftlerin und Autorin
- Benard, Chris (* 1990), US-amerikanischer Dreispringer
- Bénard, Claude (* 1926), französischer Leichtathlet
- Bénard, Émile (1844–1929), französischer Architekt und Aquarellmaler
- Bénard, Henri (1874–1939), französischer Physiker
- Benard, Wouter, niederländischer Zentralbankgouverneur in Namibia
- Benardaki, Dmitri Jegorowitsch (1799–1870), russischer Unternehmer und Mäzen
- Benardete, Seth (1930–2001), US-amerikanischer Altphilologe
- Benardos, Nikolai Nikolajewitsch (1842–1905), russischer Erfinder
- Benario, Gustav (1868–1948), deutscher Bankier
- Benario, Herbert W. (1929–2022), US-amerikanischer Klassischer Philologe
- Benario, Rudolf (1908–1933), deutscher Rechtsanwalt
- Benario-Prestes, Olga (1908–1942), deutsch-brasilianische Widerstandskämpferin im Zweiten WeltkriegOlga Benario-Prestes (1908–1942)

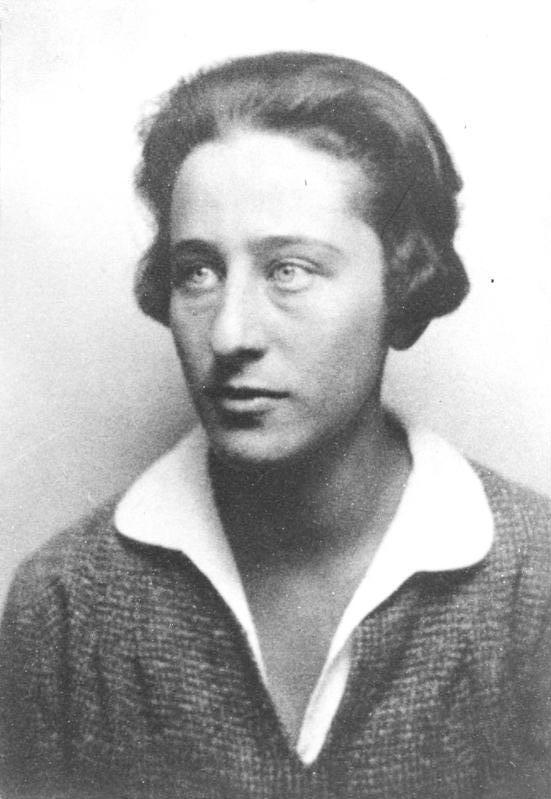
Olga Benario-Prestes (1908–1942)

- Benaroya, Michael (* 1981), US-amerikanischer Filmproduzent
- Benarrivo, Antonio (* 1968), italienischer Fußballspieler
- Benarrosh, Denis (* 1955), französischer Fusionmusiker (Schlagzeug)
- Benarus, Arthur Bensabat (1861–1926), portugiesischer Kaufmann und Fotograf
- Benary, Agathon (1807–1860), deutscher Klassischer Philologe
- Benary, Albert (1881–1963), deutscher Offizier, Schriftsteller
- Benary, Arne (1929–1971), deutscher Wirtschaftswissenschaftler und Vertreter des Neuen Ökonomischen Systems in der DDR
- Bénary, Erich (1881–1941), deutscher Chemiker
- Benary, Ernst (1819–1893), deutscher Gärtner und Unternehmer
- Benary, Franz Ferdinand (1805–1880), deutscher Orientalist
- Benary, Friedrich (1883–1914), deutscher Historiker
- Benary, Peter (1931–2015), Schweizer Musikwissenschaftler und Komponist
- Benary, Wilhelm (1888–1955), deutscher Psychologe, Verleger und Kaufmann
- Benary-Isbert, Margot (1889–1979), deutsche Autorin

### Benas
- Benasayag, Miguel (* 1953), argentinisch-französischer Psychoanalytiker, Philosoph und Publizist
- Benaschi, Giovanni Battista (1636–1688), italienischer Maler
- Benassi, Benny (* 1967), italienischer Disc JockeyBenny Benassi (* 1967)

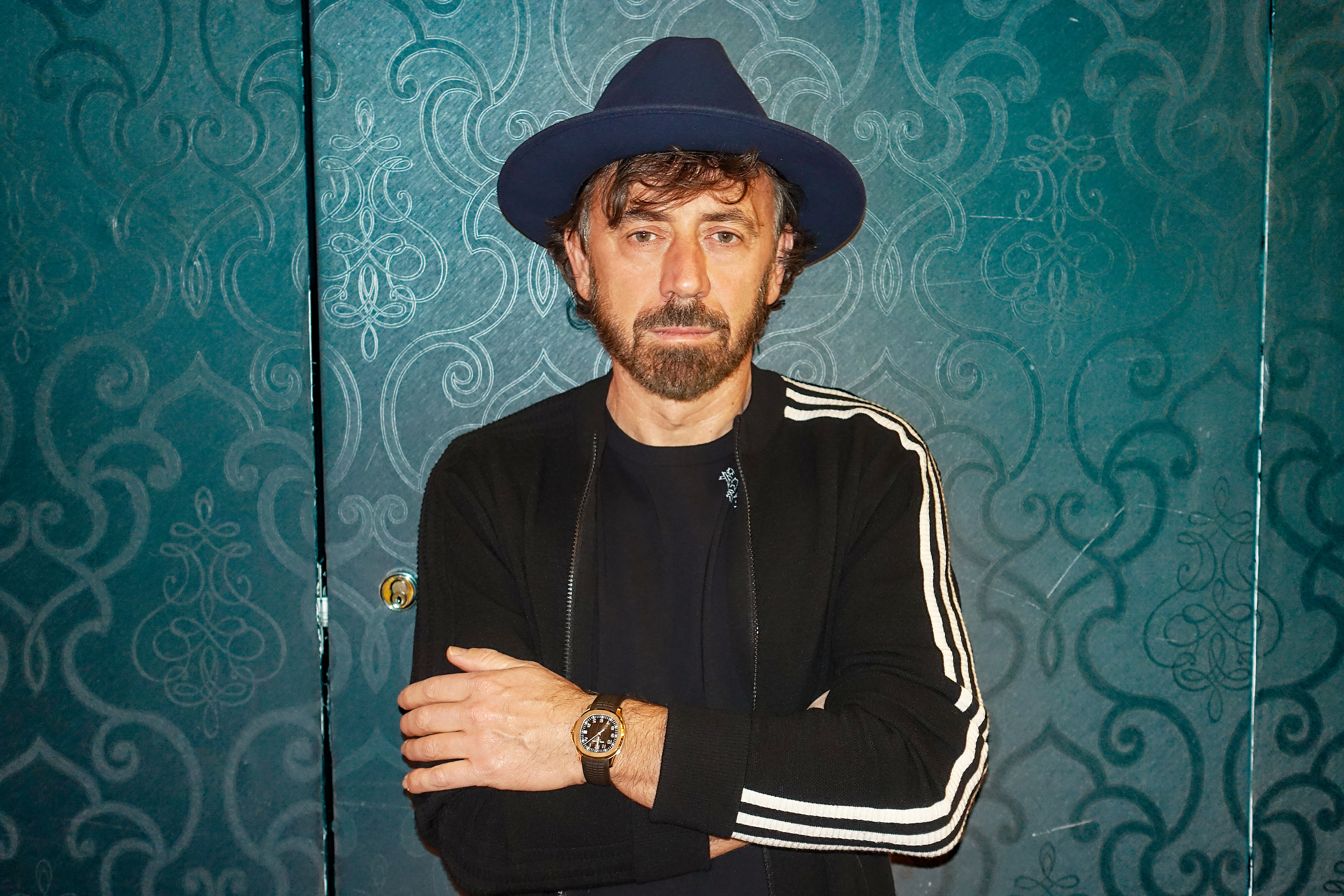
Benny Benassi (* 1967)

- Benassi, Marco (* 1994), italienischer Fußballspieler
- Benassi, Memo (1891–1957), italienischer Schauspieler
- Benassi, Pietro (* 1958), italienischer Diplomat, Botschafter in Berlin
- Benassit, Emile (1833–1902), französischer Maler, Radierer, Lithograph, Graphiker und Karikaturist
- Bénassy, Jean-Pascal (1948–2022), französischer Makroökonom
- Bénassy-Quéré, Agnès (* 1966), französische Ökonomin und Hochschullehrerin
- Benasús, Luis, uruguayischer Bowlingspieler

### Benat
- Beñat (* 1987), spanischer Fußballspieler
- Benatar, David (* 1966), südafrikanischer Philosoph, Professor an der Universität Kapstadt
- Benatar, Pat (* 1953), US-amerikanische Rock-SängerinPat Benatar (* 1953)

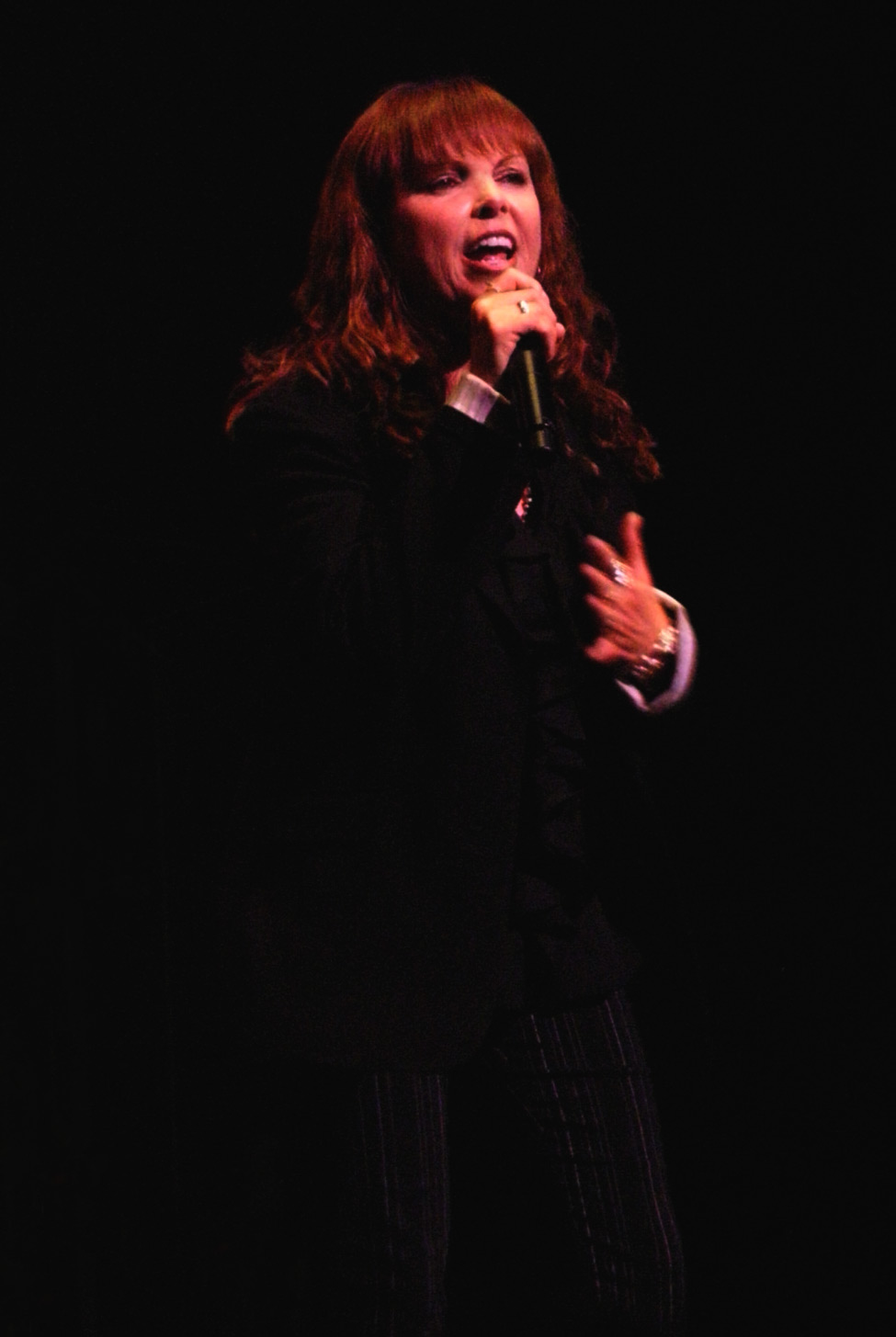
Pat Benatar (* 1953)

- Benatelli, Frank (* 1962), deutscher Fußballspieler und -trainer
- Benatelli, Rico (* 1992), deutscher Fußballspieler
- Benati, Lorenzo (* 2002), italienischer Leichtathlet
- Benatia, Medhi (* 1987), marokkanisch-französischer Fußballspieler
- Benatoff, Cobi (* 1944), israelisch-italienischer Unternehmer
- Bénatouïl, Thomas (* 1972), französischer Philosophiehistoriker
- Benatta, Benamar, algerischer Flüchtling
- Benatzky, Ralph (1884–1957), österreichischer Komponist

### Benau
- Benaud, Richie (1930–2015), australischer Cricketspieler und Sportreporter
- Benaut, Josse-François-Joseph Benaut (1741–1794), Organist, Cembalist und Komponist

### Benav
- Benavent Escuín, Emilio (1914–2008), spanischer Geistlicher, römisch-katholischer Erzbischof von Granada und Militärbischof Spaniens
- Benavent Vidal, Enrique (* 1959), spanischer Geistlicher und römisch-katholischer Erzbischof von Valencia
- Benavent, Carles (* 1954), spanischer Jazz- und Flamenco-Bassist
- Benavente Mateos, Ciriaco (* 1943), spanischer Geistlicher und emeritierter römisch-katholischer Bischof von Albacete
- Benavente y García de Bustamante, Diego José (1790–1867), chilenischer Politiker
- Benavente, Cristian (* 1994), spanisch-peruanischer Fußballspieler
- Benavente, Isabel, spanische Turnerin
- Benavente, Jacinto (1866–1954), spanischer Dramatiker und Literaturnobelpreisträger (1922)
- Benavente, Juan Alfonso de, spanischer Kanonist
- Benavides Carrillo, Luis de (1608–1668), spanischer Gouverneur von Mailand und Statthalter der Niederlande
- Benavides Cuéllar, Manuel (* 1931), kolumbianischer Komponist, Musikethnologe und -pädagoge
- Benavides de la Cueva, Diego (1607–1666), Vizekönig von Navarra und Peru
- Benavides, Alfonso (* 1991), spanischer Kanute
- Benavides, Ambrosio de (1718–1787), Gouverneur von Chile
- Benavides, César (1912–2011), chilenischer Generalleutnant und Politiker
- Benavides, Jesse (* 1963), US-amerikanischer Boxer im Superbantamgewicht
- Benavides, Kevin (* 1989), argentinischer Motorradrennfahrer
- Benavides, Mariana (* 1994), costa-ricanische Fußballspielerin
- Benavides, Oscar R. (1876–1945), General und Staatspräsident von Peru
- Benavidez, Carlos (* 1998), uruguayischer Fußballspieler
- Benavidez, David (* 1996), US-amerikanischer Boxer im Supermittelgewicht
- Benavídez, Roy (1935–1998), US-amerikanischer SoldatRoy Benavídez (1935–1998)

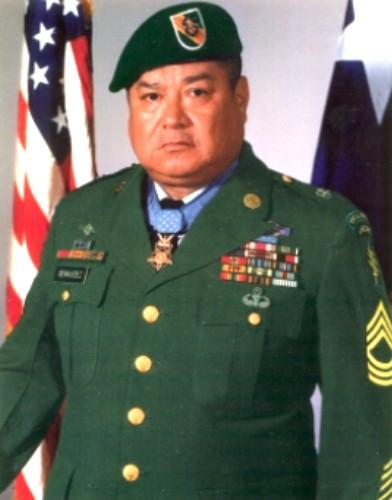
Roy Benavídez (1935–1998)

- Benavidez, Washington (1930–2017), uruguayischer Schriftsteller, Dozent, Übersetzer, Literaturkritiker und Radiomoderator

### Benay
- Benayoun, Maurice (* 1957), französischer Medienkünstler und Hochschullehrer
- Benayoun, Robert (1926–1996), französischer Schriftsteller, Filmkritiker und Schauspieler
- Benayoun, Yossi (* 1980), israelischer Fußballspieler

### Benaz
- Bénazéraf, José (1922–2012), französischer Schauspieler
- Bénazet, Edouard (1801–1867), Spielbankbetreiber
- Bénazet, Jacques (1778–1848), französischer Spielbankbetreiber
- Benazzi, Raffael (* 1933), Schweizer Bildhauer, Plastiker und Zeichner